# La Chaize-le-Vicomte
La Chaize-le-Vicomte é uma comuna francesa na região administrativa da Pays de la Loire, no departamento de Vendéia. Estende-se por uma área de 49,51 km². Em 2010 a comuna tinha 3 843 habitantes (densidade: 77,6 hab./km²).